# Nukufetau
Nukufetau és un atol de Tuvalu situat gairebé al centre de l'arxipèlag, a 86 km al nord-oest de Funafuti i a 57 km al sud-oest de Vaitupu.
L'atol té una forma rectangular de 14 km d'allargada per 10 km d'ample. La superfície total és de 2,99 km². Consta de 33 illots. Els més grans són: Fale al vèrtex oest, Motulalo al vèrtex sud i Lafaga al vèrtex est. La població total era de 586 habitants al cens del 2002. L'única vila es troba a Savave, un illot de la llacuna al costat de Fale.
Segons la llegenda, Nukufetau va ser colonitzat pels tongans que es van establir a Fale. Tradicionalment la població es repartia en tres clans dels tres illots: Fale, Motulalo i Lafaga. Els missioners van reagrupar tota la població a Fale. L'atol va ser descobert, el 1819, pel estatunidenc Arent de Peyster del vaixell Rebecca, i es va conèixer amb el nom De Peyster's Group. Durant la Segona Guerra Mundial els nord-americans van construir un aeroport a Motulalo, avui abandonat.